# كالين لوكاس
كالين لوكاس (بالإنجليزية: Kalin Lucas)‏ مواليد 24 مايو 1989 في ستيرلينغ هايتس، هو لاعب كرة سلة أمريكي. بدأ مسيرته الاحترافية في سنة 2011. يلعب مع فريق إري بايهوكس في دوري الرابطة الوطنية لفئة التطوير كلاعب هجوم خلفي. يحمل الرقم 14. يبلغ طوله 6 قدم 1 بوصة (1.9 م).

## المسيرة الاحترافية
لعب مع نادي أولمبياكوس لكرة السلة في موسم 2011–2012، ثم لعب مع بانفيت لكرة السلة في الدوري التركي في موسم 2012–2013، ثم لعب مع آيوا إنرجي من سنة 2013 إلى 2015، ثم لعب مع ميمفيس غريزليس في سنة 2014، ثم لعب مع آيوا إنرجي في سنة 2016، ثم لعب مع إري بايهوكس في سنة 2016.

## روابط خارجية
- كالين لوكاس على موقع الدوري الأوروبي لكرة السلة (الإنجليزية)
- كالين لوكاس على موقع إن بي أي (الإنجليزية)
- كالين لوكاس على موقع سبورتس رفرنس (الإنجليزية)
- كالين لوكاس على موقع كرة السلة الأوروبية.كوم (الإنجليزية)
- كالين لوكاس على موقع إي إس بي إن.كوم (الإنجليزية)
- كالين لوكاس على موقع كلية كرة السلة في سبورتس رفرنس.كوم (الإنجليزية)
- كالين لوكاس على موقع ريلجم (الإنجليزية)
- كالين لوكاس على موقع بروبوليرز (الإنجليزية)
- كالين لوكاس على موقع سبورتس رفرنس (الإنجليزية)
- كالين لوكاس على موقع سبورتس رفرنس (الإنجليزية)